# Vitaly Pisarenko
Vitaly Pisarenko (Oekraïens: Віталій Писаренко) (Kiev, 24 juli 1987) is een Oekraïens pianist. Hij is de winnaar van het Internationaal Franz Liszt Pianoconcours 2008.
Vitaly Pisarenko trad voor het eerst op voor publiek op toen hij zes jaar oud was. Hij studeerde in Charkov en Kiev en kreeg vanaf 2005 op het Staatsconservatorium van Moskou les van professor Yuri Slesarev. Ook studeerde hij aan het Rotterdams Conservatorium Codarts, waar hij les kreeg van Aquiles Delle Vigne. 
Vitaly heeft naast in Oekraïne concerten gegeven en als solist opgetreden in Rusland, Italië, Noord-Macedonië, Oostenrijk, Nederland en Duitsland. Hij won de eerste prijs op het “Interfest Bitola” concours in Dnevnik (Macedonië) in oktober 2005. Ook won hij won de 3de prijs, de publieksprijs en de speciale prijs van Fazıl Say tijdens het 5de Liszt Concours in Weimar, in 2006. Voorts won hij de Internationale Pianowedstrijd "Citta di Trani" in Italië. In 2008 ten slotte was hij de winnaar van het Internationaal Franz Liszt Pianoconcours in Utrecht.